# Mérges
Mérges is een plaats (község) en gemeente in het Hongaarse comitaat Győr-Moson-Sopron. Mérges telt 79 inwoners (2001).